# Alberto Osório de Castro
Alberto Osório de Castro (Coimbra, 1 de Março de 1868 - Lisboa, 1 de Janeiro de 1946) foi um político do Partido Centrista Republicano e Ministro da Justiça Português de 15 de Maio a 8 de Outubro de 1918 para além de juiz e poeta português.

## Biografia
Nascido em Coimbra, a 1 de Março de 1868, Alberto Osório de Castro era filho de João Baptista de Castro (1845-1920), um reputado bibliófilo, notário e magistrado, natural de Eucísia (Alfândega da Fé), e de Mariana Adelaide Osório de Castro Cabral de Albuquerque Moor Quintins, natural de São Jorge de Arroios (Lisboa). Sobre o seu pai, sabe-se ainda que publicou um livro sobre "Questões Jurídicas" (1868) durante a sua estadia universitária em Coimbra, quando este era companheiro de casa de Teófilo Braga, e que viria em 1911 a julgar e aprovar o pedido de Carolina Beatriz Ângelo para ser incluída nas listas de recenseamento eleitoral. Alberto era também irmão da escritora, jornalista e activista republicana e feminista Ana de Castro Osório.
Aos 21 anos formou-se em Direito na Faculdade de Direito da Universidade de Coimbra. Foi juiz nas antigas províncias ultramarinas portuguesas, exercendo em diferentes cidades das antigas colónias portuguesas, passando por Angola, Timor e Índia. Nesta ultima, criaria a publicação O Oriente Português, com Alves Roçadas, chefe de estado-maior das forças estacionadas na então colónia portuguesa do Índico.
Após regressar a Portugal, exerceu as funções de juiz conselheiro do Supremo Tribunal de Justiça e foi presidente do Conselho Superior de Administração Pública, sendo ainda Ministro da Justiça no governo de Sidónio Pais.
Nas letras, esteve ligado ao nascimento da revista Boémia Nova, com o poeta António Nobre, e Os Insubmissos, ao lado de Eugénio de Castro e Alberto de Oliveira, para além do jornal Novo Tempo, onde publicou os primeiros poemas do seu amigo fraterno Camilo Pessanha. Colaborou, com os modernistas, na revista Centauro (1916) de Luís de Montalvor, e, mais tarde, na Seara Nova, assim como e na Litoral de Carlos Queirós. 
Viria a estrear-se na poesia com a obra "Exiladas", em 1895, seguindo-se "A Cinza dos Myrtos" (1906), "Flores de Coral" (1908), que se tornaria no primeiro livro a ser publicado pela Imprensa Nacional de Díli, na ilha de Timor, dedicado ao jornalista e escritor Fialho de Almeida, "O Sinal da Sombra" (1923), e "A Ilha Verde e Vermelha de Timor" (1943).
Alberto Osório de Castro colaborou ainda na II série da revista Alma Nova  (1915-1918), começada a editar em Faro em 1914, na revista A illustração portugueza (1884-1890), bem como no jornal humorístico A comedia portugueza, fundado em 1888.
Deixou inúmeros poemas inéditos, dentre os quais o livro "Cristais de Neve", e ainda um volume botânico de nome "Plantas Úteis da Ilha de Timor". 
O seu estilo é descrito como estando situado entre os movimentos do decadentismo e simbolismo, evoluindo posteriormente para um formalismo de sabor parnasiano. 
Além da poesia, dedicou-se aos estudos da antropologia, etnologia e botânica.
Politicamente, foi membro do Partido Centrista Republicano e presidente da Direcção do Centro/Grémio Centrista de Lisboa.
Fez parte da Maçonaria, tendo sido iniciado em 1892 na Loja Simpatia do Grande Oriente Lusitano Unido, tendo transitado para diferentes lojas.
Em 1950, a Câmara Municipal de Lisboa homenageou o poeta dando o seu nome a uma rua na zona de Alvalade.

## Obras publicadas

### Poesia
- Exiladas (1895)
- A Cinza dos Myrtos (1906)
- Flores de Coral (1908)
- O Sinal da Sombra (1923)

### Monografia
- A Ilha Verde e Vermelha de Timor (1943)